# Hesperia-Typ
Der Hesperia-Typ bezeichnet einen Frachtschiffstyp der finnischen Reederei ESL Shipping. Von dem Typ wurden in den 1990er-Jahren drei Einheiten gebaut.

## Geschichte
Die Schiffe des Typs wurden in den 1990er-Jahren auf der Werft Finnyards / Aker Finnyards in Rauma für die finnische Reederei Etelä-Suomen Laiva, aus der Anfang 1995 die Reederei ESL Shipping in Helsinki hervorging, gebaut. Das im Juli 1989 bestellte Typschiff wurde am 15. Februar 1990 bei Vyborg Shipyard in Wyborg auf Kiel gelegt und nach dem Stapellauf Anfang März 1991 zur Komplettierung zur Werft Rauma-Repola Offshore in Pori geschleppt. Aus der Werft entstand 1991 die Werft Finnyards.
Die Reederei schloss 1995 einen Vertrag über den über vier Jahre laufenden Transport von Eisenerzpellets von Luleå in Schweden zum Stahlwerk im finnischen Koverhar, für den die Hesperia eingesetzt wurde. Um bei Bedarf für den Transport ein anderes Schiff einsetzen zu können, bestellte die Reederei in der Folge eine zweite Einheit des Typs, da die in der Flotte der Reederei vorhandenen Schiffe zu groß für den Hafen in Koverhar waren. Die Pasila wurde 1995 abgeliefert. Die Tali als dritte Einheit wurde schließlich für Ablieferung im Jahr 1998 bestellt. Das Typschiff und die beiden Folgebauten unterscheiden sich geringfügig voneinander.
Neben dem Transport von Eisenerzpellets wurden die Schiffe unter anderem auch für den Transport von Kohle zu Kohlekraftwerken in Finnland eingesetzt.
Das Typschiff der Serie wurde im Juni 2012 an die AZIA Shipping Company in Wladiwostok verkauft und in Valeri Vasiliev umbenannt.

## Beschreibung
Die Schiffe werden von einem Dieselmotor angetrieben. Der Motor wirkt über ein Untersetzungsgetriebe auf einen Verstellpropeller. Beim Typschiff kam ein Fünfzylinder-Zweitakt-Dieselmotor des Typs MAN B&W 5L50MC mit 6050 kW Leistung zum Einsatz. Der Motor wurde von Mitsui Engineering & Shipbuilding in Lizenz gebaut. Die beiden Nachfolgebauten wurden mit einem Achtzylinder-Viertakt-Dieselmotor des Typs Wärtsilä 8L46A mit jeweils 6250 kW Leistung ausgerüstet. Für die Stromerzeugung stehen drei von Dieselmotoren des Typs Wärtsilä 4L20 mit jeweils 660 kW Leistung angetriebene Generatoren zur Verfügung. Weiterhin wurde ein von einem Valmet-Dieselmotor mit 100 kW Leistung angetriebener Notgenerator verbaut. Die Schiffe sind mit einem mit 600 kW Leistung angetriebenen Bugstrahlruder ausgestattet.
Die Schiffe verfügen über zwei größtenteils kastenförmige Laderäume. Laderaum 1 ist 40 m lang, 17,6 m breit und 12,2 m hoch, Laderaum 2 ist 39,2 m lang, 17,6 m breit und 12,2 m hoch. Die Kapazität von Laderaum 1 beträgt 8458 m³, die Kapazität von Laderaum 2 beträgt 8328 m³. Die Laderäume sind mit Faltlukendeckeln mit jeweils sechs Paneelen verschlossen. Auf der Backbordseite befinden sich drei Liebherr-Schiffskrane, die jeweils bis zu 30 t heben können. Zwei der Krane befinden sich neben den Laderäumen, der dritte zwischen den beiden Laderäumen.
Die Tankdecke kann mit 20,3 t/m², die Lukendeckel mit 1,75 t/m² belastet werden. Auf den Lukendeckeln können Container befördert werden.
Die Decksaufbauten befinden sich im hinteren Bereich der Schiffe. Hinter den Decksaufbauten befindet sich auf der Steuerbordseite ein Freifallrettungsboot. Der Rumpf der Schiffe ist eisverstärkt (Eisklasse 1A Super). Die Besatzungsstärke beläuft sich üblicherweise auf 14 Personen.

## Schiffe
| Hesperia-Typ | Hesperia-Typ | Hesperia-Typ | Hesperia-Typ                                     | Hesperia-Typ               |
| Bauname      | Baunr.       | IMO- Nummer  | Kiellegung Stapellauf Ablieferung                | Umbenennungen und Verbleib |
| ------------ | ------------ | ------------ | ------------------------------------------------ | -------------------------- |
| Hesperia     | RR-26        | 8912974      | 15. Februar 1990 1. März 1991 24. Juli 1991      | 2012: Valeri Vasiliev      |
| Pasila       | 409          | 9113018      | 18. April 1995 25. August 1995 22. Dezember 1995 |                            |
| Tali         | 422          | 9173692      | 15. Dezember 1997 3. April 1998 20. August 1998  |                            |

Die Schiffe wurden unter der Flagge Finnlands mit Heimathafen Helsinki in Dienst gestellt.